# Автошлях Т 2604
Автошля́х Т 2604 — автомобільний шлях територіального значення у Чернівецькій області. Пролягає територією Чернівецького району через Чернівці — Герцу — пункт контролю Дяківці. Загальна довжина — 32,3 км. З під'їздом до урочища «Аурела» (Свято-Вознесенський Банченський чоловічий монастир).

## Маршрут
Автошлях проходить через такі населені пункти:
| Автошлях Т 2604          |           |
| Чернівецька область      |           |
| Чернівецький район       |           |
| Чернівці                 | E85М19Р62 |
| Остриця                  |           |
| Цурень                   |           |
| Горбова                  |           |
| Банчени                  |           |
| Герца                    | Т 2606    |
| Дяківці                  |           |
| Дяківці (пункт контролю) |           |